# Pellegrino da San Daniele
Pellegrino da San Daniele, soprannome di Martino da Udine (San Daniele del Friuli, 1467 – Udine, 17 dicembre 1547), è stato un pittore italiano.

## Biografia
Ad Udine frequentò la scuola di Antonio da Firenze e successivamente la bottega di Domenico Da Tolmezzo.  Nel 1495 si propose per un posto come custode ad una delle porte di Udine, promettendo anche di eseguire sulla porta stessa degli affreschi con i leoni di San Marco. In ogni modo il posto gli venne rifiutato.
Fin dal principio fu bene accetto dalle famiglie nobili friulane, che gli commissionarono parecchi dipinti. Dimostrò di conoscere le innovazioni tecniche e pittoriche che si stavano affermando al di fuori del Friuli; in particolare sembra attratto dai grandi pittori veneti del periodo, in primo luogo Andrea Mantegna e Giovanni Bellini, successivamente segue le tendenze pittoriche di Cima da Conegliano, di Bartolomeo Montagna e dei pittori ferraresi.
Fu presente più volte a Ferrara presso la corte estense tra il 1500 e il 1513, entrando al servizio di Ercole I d'Este; delle opere ivi realizzate non è rimasta traccia. È noto però che fu attivo anche come scenografo e che nel 1508 approntò le scenografie per Cassaria dell'Ariosto, messa in scena durante il Carnevale ferrarese, considerate uno dei primi esempi di scenografia prospettica.
Ritornato in Friuli, le nuove conoscenze acquisite presso la corte estense unitamente alle invenzioni rinascimentali apprese fecero maturare pienamente Pellegrino, che riuscì a tradurre il tutto in opere di grandi dimensioni come l'Annunciazione dei calzolai e le portelle per l'organo del Duomo di Udine. Ma è soprattutto nel grande ciclo di affreschi della Chiesa di Sant'Antonio abate che Pellegrino lega la propria fama.
Tra i suoi allievi vanno ricordati Sebastiano Florigerio, Luca Monverde, i fratelli Francesco ed Antonio Floriani e soprattutto Il Pordenone.

## Opere[2]
| Immagine | Titolo | Data        | Dimensioni in cm | Tecnica           | Supporto | Paese    | Città                  | Luogo di conservazione                   |
| -------- | --- | ----------- | ---------------- | ----------------- | -------- | -------- | ---------------------- | ---------------------------------------- |
|          | Madonna con Bambino in trono tra i santi Pietro, Colomba, Giovanni Battista, Ermacora, Maddalena, Giacomo, Stefano, Sebastiano e cinque angeli musicanti | 1495        | ??               | olio              | tela     | Italia   | Osoppo                 | Chiesa parrocchiale                      |
|          | San Marco tra la Giustizia e la Prudenza | ??          | ??               | olio              | tela     | Italia   | Venezia                | Ca' Rezzonico Pinacoteca Egidio Martini  |
|          | Polittico con San Giovanni Battista, San Benedetto e San Giovanni Evangelista                                                                            | ??          | ??               | ??                | ??       | Italia   | Cividale del Friuli    | Museo archeologico nazionale             |
|          | Annunciazione dei calzolai | 1519        | 190 x 347        | olio              | tela     | Italia   | Udine                  | Civici musei e gallerie di storia e arte |
|          | I Dottori della Chiesa Gregorio e Girolamo | 1519 - 1521 | ??               | pittura a olio    | tela     | Italia   | Udine                  | Civici musei e gallerie di storia e arte |
|          | I Dottori della Chiesa Agostino e Ambrogio | 1519 - 1521 | ??               | pittura a olio    | tela     | Italia   | Udine                  | Civici musei e gallerie di storia e arte |
|          | San Pietro consegna del pastorale al Santo Ermacora | 1519-1521   | ??               | pittura a olio    | tela     | Italia   | Udine                  | Civici musei e gallerie di storia e arte |
|          | Gloria di San Giuseppe | ??          | ??               | ??                | ??       | Italia   | Udine                  | Duomo                                    |
|          | Affreschi | ??          | ??               | Affreschi         |          | Italia   | San Daniele del Friuli | Chiesa di Sant'Antonio Abate             |
|          | San Giovanni Battista | 1502-1503,  | ??               | olio              | ??       | Ungheria | Budapest               | Szépmûvészeti Múzeum                     |
|          | San Pietro | 1502-1503,  | ??               | olio              | ??       | Ungheria | Budapest               | Szépmûvészeti Múzeum                     |
|          | Polittico raffigurante i santi Ermacora e Fortunato, Pietro e Paolo, Giorgio e Girolamo                                                                  | 1503        | ??               | ??                | ??       | Italia   | Aquileia               | Basilica di Santa Maria Assunta          |
|          | Frammento di affresco con Madonna e Bambino | ??          | ??               | Affresco          | ??       | Italia   | San Daniele del Friuli | Chiesa della Madonna di Strada           |
|          | Madonna col Bambino in trono tra i santi Rocco e Sebastiano                                                                                              | ??          | ??               | ??                | ??       | Italia   | Udine                  | Museo diocesano e gallerie del Tiepolo   |
|          | Madonna col Bambino in trono tra san Giuseppe e santa Elisabetta                                                                                         | ??          | ??               | ??                | ??       | Italia   | Gemona del Friuli      | Museo Civico di Palazzo Elti             |
|          | Presentazione di Gesù al Tempio | ??          | ??               | tela              | ??       | Italia   | Spilimbergo            | Duomo                                    |
|          | Geometria | ??          | 65 cm x 18 cm    | tela              | ??       | Italia   | Treviso                | Museo civico Luigi Bailo                 |
|          | Battesimo di Cristo | 1525 - 1549 | ??               | pittura a tempera | tavola   | Italia   | Udine                  | Civici musei e gallerie di storia e arte |
|          | Figura allegorica | ??          | 65 cm x 18,5 cm  | tela              | ??       | Italia   | Treviso                | Museo civico Luigi Bailo                 |
|          | Madonna con Bambino e Santi | ??          | 70 cm x 104 cm   | tavola            | ??       | Italia   | Milano                 | Collezione privata                       |